# Open Prepress Interface
Open Prepress Interface (OPI) ist ein universelles Schnittstellenprotokoll für die Druckvorstufe. Es erlaubt den Einsatz von sogenannten OPI-Servern.
Das hochaufgelöste und damit sehr speicherintensive Bild wird von einem leistungsfähigen Rechner in der Auflösung stark vermindert und separat gespeichert – typischerweise in einem Unterordner „layouts“, im selben Ordner mit der Endung „.lay“ oder auf einem eigenen FPO-Laufwerk (FPO=for positioning only). Somit existieren von dem Bild zwei Versionen, ein so genanntes HiRes-Bild (High Resolution = hoch aufgelöst) bzw. Feinbild und ein LoRes-Bild (Low Resolution = niedrig aufgelöst) bzw. Grobbild.
Das niedrig aufgelöste Bild wird in einem Desktoppublishing-System wie QuarkXPress oder Adobe InDesign anstelle des sehr speicherintensiven Bildes eingebunden, um flüssigeres Arbeiten zu ermöglichen. Der OPI-Server tauscht bei der anschließenden Druckausgabe automatisch das niedrig aufgelöste Bild durch das Originalbild aus.
Die am weitesten verbreitete Implementierung entspricht der OPI-1.3-Spezifikation aus dem Jahre 1993 von Steve Carlson, Aldus Corporation (später aufgekauft von Adobe Systems). Die neueste OPI-Spezifikation OPI 2.0 gibt es bei Adobe.